# Ángel Palacios (músico)
Ángel Palacios es un músico de rock nacido en Sevilla, España.
Ha pertenecido a varias bandas, como Delay, Silfide, Delirium o Septiembre. Recientemente ha sacado su primer trabajo en solitario, Lejos De Aquí. Con un sonido rock que recuerda en algunos temas a Whitesnake o Queen, Ángel nos presenta diez canciones en las que él mismo se encarga tanto de la composición, como de las voces e instrumentos.